# Claustro San Ignacio
El Claustro San Ignacio es una edificación que primero fue convento de Franciscanos y luego la sede de un colegio de Jesuitas, ubicada en el centro de la ciudad de Medellín. Está estrechamente relacionada con el Edificio y la Iglesia de San Ignacio, los cuales formaron parte del conjunto original de edificios iniciados por la comunidad franciscana en 1803, siendo su propulsor Fray Rafael de la Serna. Dicho conjunto es considerado patrimonio arquitectónico de la ciudad, y durante sus más de 200 años han sufrido varias modificaciones. Hoy, el Claustro esta completamente restaurado y se aprecia su fina arquitectura ecléctica predominado en él es exterior el neoclásico y en el interior el gótico.

## Historia
En los tiempos coloniales la sociedad antioqueña dependía de los colegios y universidades bogotanas y de los seminarios payaneses para la educación de sus hijos, por lo cual, en 1793, el Cabildo de Medellín pensó por primera vez en comprar unos terrenos en el barrio de San Lorenzo, y se inició la recolección de fondos para la construcción del conjunto Iglesia-Convento-Colegio de San Francisco, este último, actual edificio de San Ignacio de la Universidad de Antioquia.

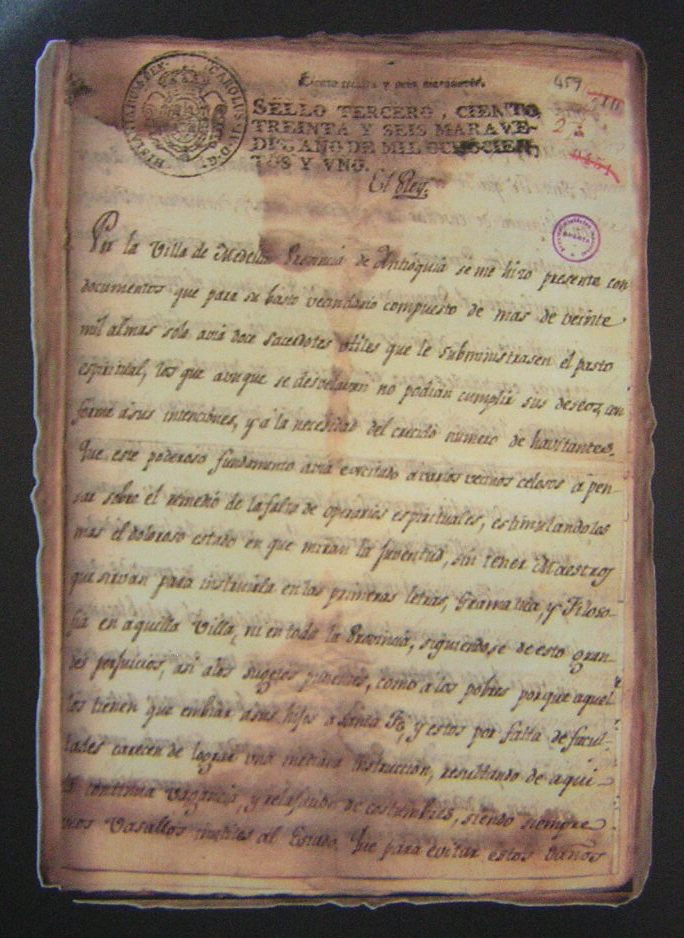
Real Cédula del 9 de febrero de 1801, en el cual, el rey Carlos IV autoriza la creación del Colegio y convento.

Los vecinos de la Villa de Medellín, actual capital del departamento, solicitaron a la Corona española permiso para crear un colegio-convento. Esta iniciativa logró su cometido en 1801, por medio de la Real Cédula del 9 de febrero del mismo año, en la cual, el rey Carlos IV autoriza la creación del Colegio de Franciscanos en los siguientes términos:

"La Villa de Medellín y su jurisdicción es de veinte a veinte y cinco mil almas, que hay muchos vecinos decentes y acomodados; que aquel es el lugar más floreciente de la Provincia, y mayor aún que Antioquia, su capital; que está situado casi en el centro del gobierno; que en toda la Provincia no hay otra religión, ni colegio o casa de enseñanza, que los eclesiásticos son pocos; que hay falta de operarios para administrar el pasto espiritual, y mucha más de maestros para la enseñanza pública de los jóvenes que tienen comodidad, disposición y talento; que la distancia de Medellín a Santa Fe y a Popayán en donde hay estudios es mucha, y crecidos los gastos que hacen los padres de familia enviando a educar sus hijos, sobre el inconveniente de separarlos de su lado".

El Colegio inició sus labores en el año de 1803 bajo la dirección de Fray Rafael de la Serna, y se comenzó con la enseñanza de la Gramática, la Filosofía y el Latín, en un local del costado norte de lo que hoy es el Parque de Berrío. Fray Rafael de la Serna fue el encargado de escoger el terreno y dirigir la construcción que daría a la villa del conjunto Iglesia-Convento-Colegio, para educar a los jóvenes de la región y formar nuevos miembros para su comunidad. El terreno escogido cumplía con los requerimientos: debía tener agua fresca para poder surtir las instalaciones del colegio y del convento y debía estar en un paraje apacible y muy cómodo para los oficios educativos y espirituales. Los dineros fueron recogidos entre los vecinos de Medellín, y el 2 de agosto de 1803 él mismo colocó la primera piedra y se empezó la construcción de las edificaciones.

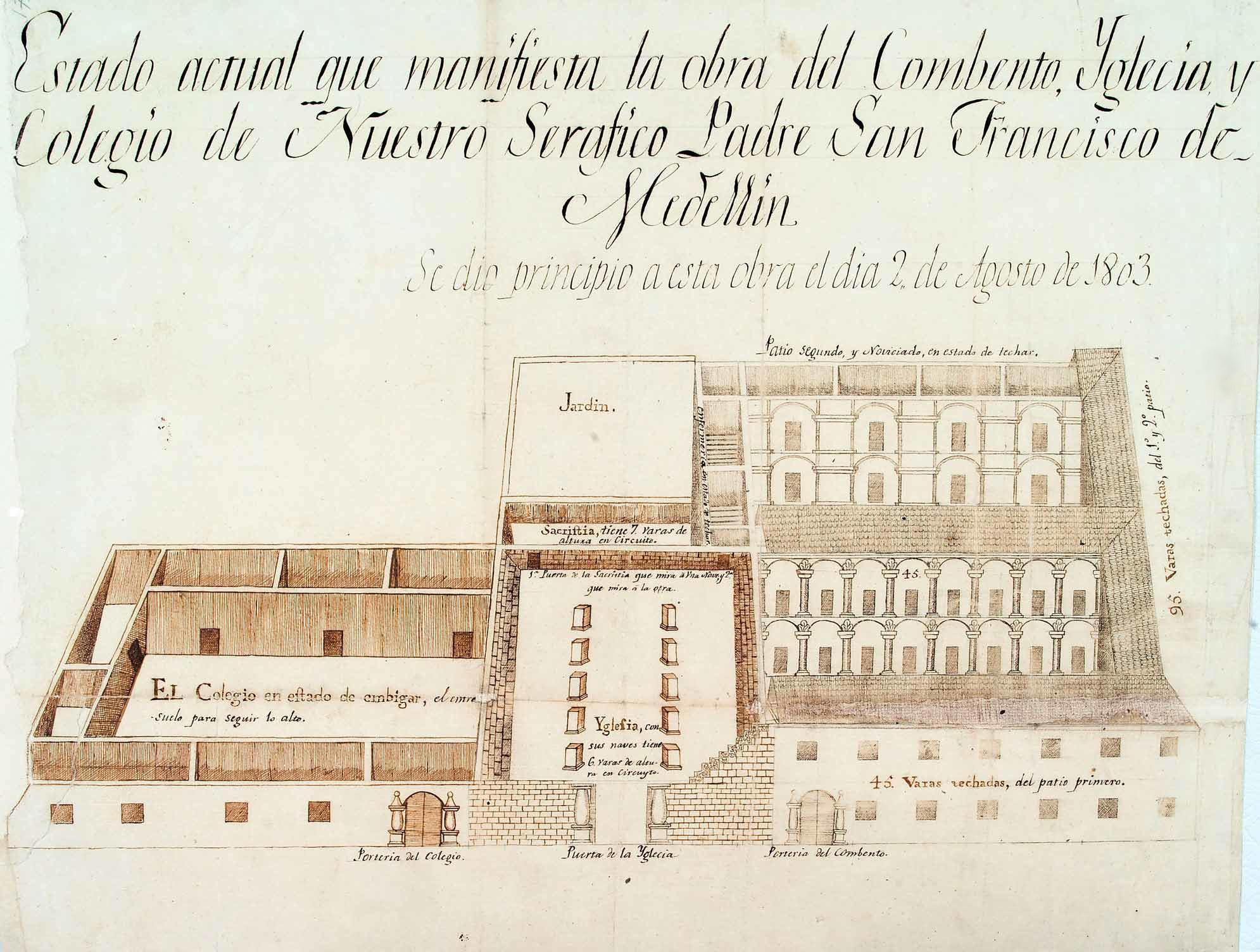
Plano del Colegio, del Convento y de la Iglesia de San Francisco (Actual Iglesia de San Ignacio), situado en la actual Plazuela de San Ignacio.

Tendría la iglesia, en el centro, el convento con su claustro de habitaciones para religiosos profesos y novicios en el sector de Ayacucho, y el colegio en el ala de Pichincha. Sin embargo, y sobre la marcha, decidieron intercambiar la ubicación de colegio y convento.
Los Franciscanos calcularon en ocho o diez años la duración de la obra. Pero 38 años más tarde, todavía estaba inconclusa, y muchas cosas no previstas ocurrieron en relación con el edificio.
Después del grito de la Independencia en 1810, comenzaron los problemas con la Iglesia y en 1812 la comunidad franciscana abandonó a Medellín y no alcanzó a ocupar los edificios.
En 1821 el Congreso de Cúcuta, preocupado por el nivel de ignorancia de toda la población colombiana, ordena construir escuelas públicas en todas las capitales y provincias. Francisco de Paula Santander dispuso la creación del Colegio de Antioquia (hoy Universidad de Antioquia) en 1822 en la edificación conocida hoy en día como Edificio San Ignacio.
En 1826, por la rebelión de José María Córdoba, el Claustro es ocupado y semidestruido por sus tropas. En 1836 es reparado por el Gobierno Nacional. En 1850, durante la gobernación de Pedro Justo Berrío, se ordenó terminar el proyecto que habían dejado inconcluso los Franciscanos. El 9 de mayo de 1885, el gobernador de Antioquia Marceliano Vélez, devolvió a la diócesis el templo que se le había arrebatado en 1868. El Obispo de la época Bernardo Herrera Restrepo entregó a la Compañía de Jesús el templo de San Francisco y los jesuitas lo decoraron, lo bendijeron y lo inauguraron como Templo de San Ignacio el 29 de julio de 1885. Igualmente, Marceliano Vélez decide por medio de un concordato del mismo año alquilar el Claustro a la Compañía de Jesús, y la otra la entregó a la Universidad de Antioquia, de donde él es egresado de derecho. Los jesuitas fundaron en el Claustro el Colegio San Ignacio de Loyola el 11 de diciembre de 1885, e iniciaron labores con 200 estudiantes, de los cuales 30 eran internos.

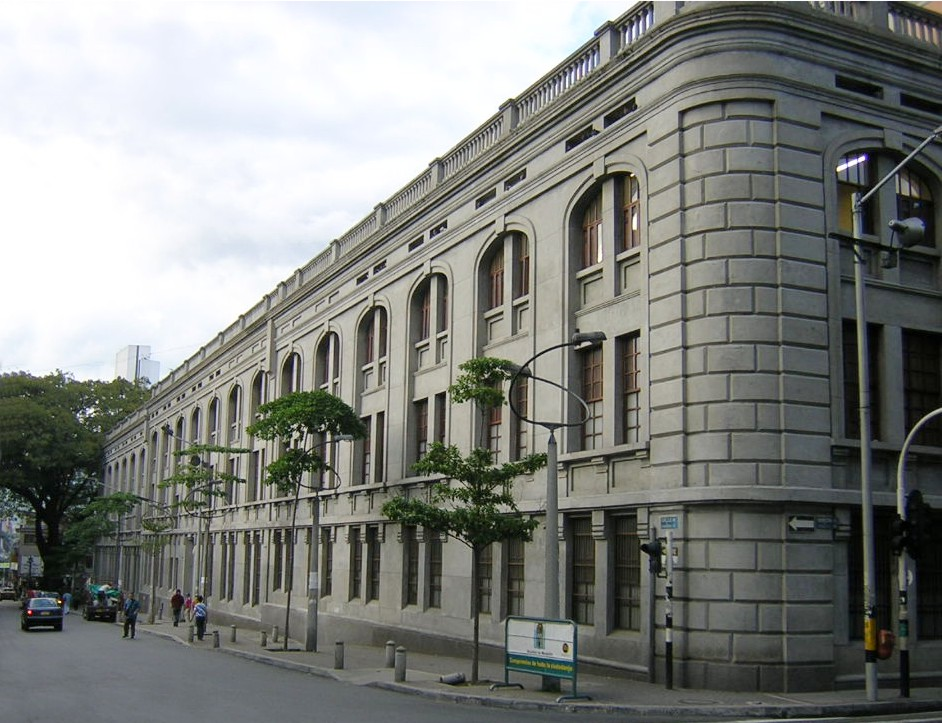
Fachada norte del Claustro.

En la Guerra de los Mil Días, en 1900, las tropas del general Rafael Uribe Uribe ocuparon y semidestruyeron el edificio de la Universidad de Antioquia. En 1907 la Gobernación de Antioquia encomendó al arquitecto Horacio Rodríguez reconstruir dicho edificio, de acuerdo con las tendencias arquitectónicas de la época.
En 1917 la Asamblea Departamental de Antioquia, constituida por mayoría de exalumnos ignacianos, decidió la reconstrucción de la otra edificación (Claustro), la del colegio, que fue encargada también al arquitecto Horacio Rodríguez. 

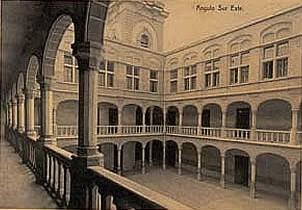
Interior del Claustro.

En 1920 la construcción y el diseño del interior la asumió el arquitecto belga Agustín Goovaerts. En 1925 las obras estaban prácticamente terminadas junto con el torreón, que es símbolo de la edificación.
Con estas construcciones surge una escuela de artesanos con nuevos métodos de construcción, entre ellos el uso del concreto armado. En 1937 se abre una discusión acerca de por qué la comunidad de San Ignacio tenía en su poder un bien de interés departamental. En 1938 la Compañía de Jesús compra este colegio. Sin embargo, cuando los jesuitas trasladan el colegio a su sede actual en 1957, entra en un período progresivo de deterioro y decadencia. En los últimos años fue sede del Instituto Tecnológico Cesde y de la Policía. Después de 70 años, esta comunidad religiosa le vende a comfama la edificación del Claustro para su restauración.